# Summelstjärnen (Idre socken, Dalarna, 685912-131523)
Summelstjärnen är en sjö i Älvdalens kommun i Dalarna och ingår i Dalälvens huvudavrinningsområde. Sjön har en area på 0,0594 kvadratkilometer och ligger 686 meter över havet.

## Delavrinningsområde
Summelstjärnen ingår i det delavrinningsområde (685988-131344) som SMHI kallar för Namn saknas. Medelhöjden är 716 meter över havet och ytan är 4,95 kvadratkilometer. Det finns ett avrinningsområde uppströms, och räknas det in blir den ackumulerade arean 11,82 kvadratkilometer. Vattendraget som avvattnar avrinningsområdet har biflödesordning 3, vilket innebär att vattnet flödar genom totalt 3 vattendrag innan det når havet efter 511 kilometer. Avrinningsområdet består mestadels av skog (83 procent) och sankmarker (14 procent). Avrinningsområdet har 0,13 kvadratkilometer vattenytor vilket ger det en sjöprocent på 2,6 procent.